# Giuseppe Bova
Giuseppe Bova (ur. 29 października 1943 w Reggio di Calabria) – włoski polityk, przewodniczący rady regionalnej Kalabrii (2005–2010), przez miesiąc eurodeputowany VI kadencji.

## Życiorys
W młodości był przewodniczącym regionu młodzieżówki komunistycznej (FCGI), pełnił następnie kierownicze funkcje we Włoskiej Partii Komunistycznej na poziomie prowincji, regionu i kraju.
W 1990 po raz pierwszy wybrany na radnego regionu Kalabria. Pełnił funkcję asesora (członka władz wykonawczych) ds. leśnictwa, następnie (od 1995) asesora ds. bilansu i programu rządowego. Po rozwiązaniu partii komunistycznej był członkiem Demokratycznej Partii Lewicy (od 1991) i Demokratów Lewicy (od 1998). Zajmował stanowisko sekretarza regionalnego tego ugrupowania, w 2007 przystąpił z nim do Partii Demokratycznej.
Po raz trzeci dostał się do rady regionalnej w 2000, wybrany wówczas na wiceprzewodniczącego. W kolejnej kadencji (2005–2010) przewodniczył radzie regionalnej.
W maju 2008 formalnie objął wakujący mandat deputowanego do Parlamentu Europejskiego z ramienia Drzewa Oliwnego. Zrezygnował z niego już po miesiącu, pozostając w administracji regionalnej. W 2010 ponownie wybrany w skład rady regionu Kalabria.